# SMS
 (engl. short message service), ili sistem kratkih poruka je servis slanja poruka preko mobilnih komunikacionih sistema. Koristi standardizovane protokole komunikacije, koji omogućavaju fiksnim i mobilnim uređajima razmenu kratkih tekstualnih poruka.
SMS je najrasprostranjenija usluga, sa oko 3,5 milijardi aktivnih korisnika, ili oko 80% svih pretplatnika mobilne telefonije na kraju 2010. godine. Termin “SMS” se koristi i za sve ostale sisteme kratkih poruka u mnogim delovima sveta. Takođe je korišćen i u direktnom marketingu, poznat kao SMS marketing. Od septembra 2014. godine, globalni biznis SMS poruka vredi više od 100 milijardi dolara.
Iako je većina SMS poruka bila mobilni-mobilni, podrška za usluge je proširena i na ostale mobilne uređaje kao što su ANSI CDMA mreže i Digital AMPS, kao i satelitske mreže.

## Istorija

### Početni koncept
Dodavanje usluge razmene poruka u mobilnoj telefoniji počelo je ranih 1980-ih. Prvi plan CEPT Group GSM-a je odobren u decembru 1982. godine, sa zahtevom da usluge i platforme u javnoj telefonskoj mreži i javnoj mreži za razmenu podataka... treba da budu dostupne mobilnom sistemu. Ovaj plan obuhvatao je razmenu tekstualnih poruka ili direktno između mobilne stanice, ili prenos preko sistema za rukovanje porukama koji su se koristili u tom trenutku.
Koncept SMS-a je razvijen u francusko-nemačkoj GSM saradnji 1984. godine od strane Fridelm Hilbranta (Friedhelm Hillebrand) i Bernanda Gilberta (Bernand Ghillebaert). GSM je optimizovan za telefoniju, s obzirom da je identifikovan kao glavna platforma za SMS. Ključna ideja za SMS bila je korišćenje telefonski optimizovanog sistema, kao i transport poruka signalnim putevima, koji su neophodni da bi se kontrolisao telefonski saobraćaj tokom perioda u kojima signalni saobraćaj nije postojao. Na ovaj način neiskorišćena sredstva u sistemu mogu da se koriste za slanje poruka uz minimalne troškove. Međutim, bilo je neophodno ograničiti dužinu poruke na 128 bajtova (kasnije poboljšanim na 160 sedmo-bitnim znacima), tako da su poruke mogle da se uklope u postojeće signalne formate. Na osnovu njegovih ličnih zapažanja i na analizi tipičnih dužina telegrafa i razglednica, Hilbrant tvrdio da je 160 karaktera bilo dovoljno da se sažeto kaže svrha.
SMS je mogao biti sproveden u svakoj mobilnoj stanici, nadogradnjom softvera. Stoga, velika baza SMS - sposobnih terminala i mreža, postojala je kada su ljudi počeli da koriste SMS. Novi neophodni mrežni element specijalizovao je sistem kratkih poruka, a poboljšanja na infrastrukturi, radio-kapacitetima i saobraćajnim mrežama za smeštaj, bila su neophodna za rast SMS saobraćaja.

### Rani razvoj
Tehnički razvoj SMS je multinacionalna kolaboracija koja je podržavala standardne infrastrukture. Kroz ovakvu organizaciju, omogućeno je da ova tehnologija bude dostupna celom svetu.
Prvi predlog koji je inicirao izradu SMS-a dale su Nemačka i Francuska na grupnom sastanku GSM-a u februaru 1985. godine u Oslu. Ovaj predlog je razrađen u GSM podgrupi WP1 (Predsednik Martin Alvern, France Telecom) na osnovu predloga Nemačke. Bilo je diskusija u podgrupi WP3 aspekata mreže, kojom predsedava Jan Audestad (Telenor).
Rezultat je odobren od strane glavne GSM grupe u junu 1985. u dokumentu koji je distribuiran industriji. Ulazna dokumentacija o SMS-u je pripremljena od stranje Fridhelma Hilebranda (Deutsche Telekom), uz doprinos Bernarda Žilberta (France Telecom). Definicija koju su Hilebrand i Žilbert doneli u GSM je pozivala na obezbeđivanje servisa za prenos alfanumeričkih poruka mobilnim korisnicima „uz potvrdu mogućnosti“. Poslednje tri reči su preobrazile SMS u nešto mnogo korisnije od pejdžing poruka što su neki u GSM-u imali na umu. SMS je razmatran u glavnoj GSM grupi kao moguća usluga za nove digitalne mobilne sisteme. U GSM dokumentu “Usluge i Postrojenja koje treba obezbediti u GSM sistemu”, i u njemu se pojavljuju i mobile-originated i mobile-terminated kartke poruke.
Pregovaranja o GSM uslugama su zaključena u preporuci GSM 02.03. “TeleUsluge podržane od strane GSM PLMN”. Tu je dat osnovni opis ova tri servisa (usluge):
1. Short message Mobile Terminated (SMS-MT)/Point-to-point: mogućnost mreže da prenese kratku poruku na mobilni telefon. Poruka se može poslati preko telefona ili softverske aplikacije.
2. Short message Mobile Originated (SMS-MO)/Point-to-point: Mogućnost mreže da prenese kratku poruku koju je poslao mobilni telefon. Poruka može biti poslata na telefon ili na softversku aplikaciju.
3. Short message Cell Broadcast.

Materijal razrađen u GSM i njegovoj WP1 podgrupi je predat, na proleće 1987, novom telu GSM-a nazvanom IDEG (енгл. the Implementation of Data and Telematic Services Experts Group, tj. grupa eksperata za implementaciju podataka i daljinskih usluga), koja je počela sa radom u maju 1987. pod rukovodstvom Fridhelma Hilbranda (Deutsche Telekom). Tehnički standard koji znamo danas je u mnogome kreirao IDEG (kasnije WP4) kao dve preporuke GSM 03.40 (spajanje dva point-to-point servisa) i GSM 03.41 (cell broadcast – info servis).
WP4 je napravio Drafting Group Message Handling (DGMH), koji je odgovoran za specifikacije SMS-a. Fin Trozbi (Finn Trosby) iz Telenora je predsedavao tom grupom tokom prve tri godine, u kojoj je dizajn SMS-a uspostavljen. DGMH je imao pet do osam učesnika, i Fin Trozbi je pomenuo da su glavni doprinos dali Kevin Holley, Eija Altonen, Didier Luizard, i Alan Cox. Prvi plan akcije po prvi put spominje tehničku specifikaciju 03.40 “Tehnička realizacija servisa za kratke poruke”.
Odgovorni urednik je bio Fin Trozbi. Prvi i veoma osnovni nacrt tehničkih specifikacija je bio završen u novembru 1987. godine. Nacrti korisni za proizvođače su došli u kasnijem dobu. Tada je predat sveobuhvatan opis rada.
Rad na nacrtu specifikacije je nastavljen tokom narednih godina, gde je Kevin Holi iz Cellnet-a (danas Telefónica O2 UK) igrao vodeću ulogu. Osim završetka glavnih specifikacija za GSM 03.40, bilo je potrebno završiti i detaljnu specifikaciju protokola na sistemskom interfejsu.

### Podrška u drugim arhitekturama
Mobilni aplikacioni deo (MAP) SS7 protokola je uključivao podršku za transport kratkih poruka kroz jezgrenu mrežu još od svog začetka. Faza dva MAP-a je proširila podršku za SMS, uvođenjem odvojenog operacijskog koda za transport SMS-MT poruka. Od faze 2, nije bilo nikakvih većih promena u paketima operacija za kratke poruke u mobilnom aplikacionom delu, ali su drugi paketi operacija poboljšani tako da podržavaju CAMEL SMS protokol.

### Rana implementacija
Prvi SMS je poslat preko Vodafone GSM mreže u Engleskoj trećeg decembra 1992. godine. Poslao ga je Nil Papvort (Neil Papworth) iz Sema grupe (danas Mavenir Systems) koristeći personalni računar Ričarda Džarvisa (Richard Jarvis) iz Vodafona koji je koristio Orbitel 901 uređaj. Tekst poruke je glasio “Srećan božič”.
Prvi komercijalni razvoj centra za servis kratkih poruka je bio od strane Aldiscon dela Logica-e (sada deo Acision-a) sa Teliom (danas TeliaSonera) u Švedskoj 1993. Pratili su ih i Fleet Call (današnji Nextel) u SAD, Telenor u Norveškoj i BT Cellnet (današnji O2 UK) kasnije u toku 1993. Sve prve instalacije SMS mrežnih prolaza su bile za mrežna obaveštenja koja su slata na mobilne telefone, obično da informišu korisnike o porukama glasovne pošte.
Prvi komercijalni SMS servis koji je ponuđen potrošačima, kao servis za razmenu poruka između dve osobe, je bio od strane Radiolinja (danas deo Elisa) u Finskoj 1993. godine. Većina ranih GSM telefona nije podržavala sposobnost slanja SMS tekstualnih poruka, i Nokia je bila jedini proizvođač čija je cela linija GSM telefona u 1993. Podržavala slanje SMS poruke od strane korisnika. Prema Mati Makonenu (Matti Makkonen), izumitelju tekstualnih poruka, Nokia 2010, koja je izbačena na tržište u januaru 1994, je bila prvi mobilni telefon koji je sa lakoćom podržavao sastavljanje SMS-ova.
Početni rast je bio spor. Potrošači su u 1995. slali u proseku 0,4 poruke po korisniku GSM mreže mesečno. Jedan faktor u sporom prihvatanju SMS-a je taj da su operatori bili spori pri uspostavljanju Sistema naplate, pogotovo za prepaid korisnike. Takođe je problem bio eliminisati prevare naplate, koje su bile moguće menjanjem SMSC podešavanja na pojedinim telefonima koje su omogućavale korisnicima da koriste SMSC drugih operatora. U početku su mreže u Velikoj Britaniji omogućavale korisnicima da razmenjuju poruke samo između korisnicima iste mreže, ograničavajući korisnost servisa. Restrikcije su uklonjene 1999.
Problem je rešen pomoću tzv “switch billing”, umesto naplatom kod samog SMSC-a. Novi SMSC je imao i dodatne opcije koji je sprečavao takve prevare.
Do kraja 2000. godine, prosečan broj poslatih poruka je porastao na 35 po korisniku mesečno, a na Božić 2006. je poslato preko 205 miliona poruka samo u Velikoj Britaniji.
Postoje tvrdnje da su korisnici koji su bili u romingu, u početku sms servisa, retko kad dobijali račun za poslate poruke nakon praznika u inostranstvu, što je dalo dodatni podsticaj korišćenju sms poruka umesto poziva.

### Tekstualne poruke izvan GSM-a
SMS je prvobitno bio dizajniran kao deo GSM-a, ali je sada dostupan na širokom spektru mreža, uključujući 3G mreže. Ipak, ne koriste svi sistemi za tekstualne poruke SMS, a neke značajnije alternative koncepta uključuju J-phone-ov SkzMail i NTT Docomo-ov Short Mail, oba iz Japana. Slanje e-mailova preko telefona, koje su popularizovali NTT Docomo-ov i-mode i RIM BlackBerry, u glavnom koriste standardne mail protokole kao SMTP preko TCP/IP.

### SMS danas
U 2010. godini, poslato je 6.1 hiljada milijardi (6.1 x 1012) SMS poruka. Ovo znači da se prosečno pošalje 193 000 poruka u sekundi. SMS je postao ogroman deo komercijalne upotrebe, zarađujući približno 114,6 milijardi dolara, u 2010. Globalna prosečna cena za SMS poruku je 0.11 američkih dolara, dok mobilne mreže naplaćuju jedne drugima nadoknadu od minimum 0.04 američkih dolara pri konekciji između dve različite mreže.
U 2015. cena jedne SMS poruke u Australiji bila je 0,00016 dolara što je oko 0.01 dinara.
U 2014. godini, Caktus Group je razvio prvi sistem za registraciju glasača u Libiji. Do sada, više od 1,5 miliona ljudi je registrovano da koristi ovaj sistem i glasa preko njega.
Dok je SMS i dalje rastuće tržište, tradicionalni SMS se polako osporava zbog alternativnih usluga za razmenu poruka kao sto su Facebook Messeneger, WhatsApp, Viber i ostali, dostupni servisi na pametnim telefoni sa vezama za prenos podataka, naročito u zapadnim zemljama u kojima se ove usluge dobijaju na popularnosti.
SMS aplikacije se fokusiraju na CRM i isporuci visoko ciljane servisne poruke u realnom vremenu, kao što su obaveštenja potvrde o kreditnoj / debitnoj kartici za kupovinu, kako bi se zaštitili od prevare, i potvrde identiteta. Često se SMS poruke koriste u sklopu verifikacije u dva koraka (two-step verification), u kom korisnici dobijaju jednokratnu lozinku preko SMS-a, a zatim tu lozinku unose na mrežu kako bi potvrdili njihov identitet.

## Tehnički detalji

### GSM (Globalni sistem za mobilnu komunikaciju)
Servis kratih poruka Point-to-Point, je prvobitno definisan po GSM 3.41 preporuci, koji se sada održava na 3GPP kao TS 23.040. GSM 03.41 definiše ovaj servis tako da dozvoljava porukama da se šalju-primaju u svim delovima sveta. Poruke se šalju preko centra za sistem kratkih poruka (SMS centar), koji skladišti i prosleđuje. Ovaj sistem pokušava da pošalje poruku i ako korisnik nije dostupan, SMS centar će poruku probati da pošalje kasnije. Neki SMS centri imaju mogućnost “pošalji i zaboravi”, gde sistem samo jednom šalje poruku i ako primalac nije dostupan, centar odbacuje poruku tj ne skladišti je.

### Veličina poruke
Prenos kratkih poruka između SMS centra i korisnika vrši se svaki put kada se koristi mobilna aplikacija sa protokolom CC7. Poruke se šalju sa MAP MO and MT-forwardSM operacijama, čija je nosivost dužine ograničena od strane ograničenja protokola signalizacije, precizno na 140 okteta (140 okteta * 8 bita / oktet = 1120 bita).
Poruke mogu da se kodiraju korišćenjem raznih pisama: Standardno GSM 7-bitni alphabet , 8-bitni alfabet podataka, i 16-bitni USC-2 alfabet. U zavisnosti od toga koji je alphabet korisnik podesio u telefonu, zavisi I veličina poruke. Kratka poruka na 7-bitnom alfabetu ima 160 karaktera, na –8-bitnom ima 140 karaktera, a na 16-bitnom 140.
Kod mobilnih mrežnih elemenata obavezan je GSM 7-bitni alfabet, ali jezici kao što su arapski, kineski, korejski, japanski, ili ćirilično pismo (na primer, ukrajinski, bugarski, srpski, itd) moraju biti kodirani korišćenjem 16-bitnom USC-2 standarda za kodiranje. Rutiranje podataka i drugih meta-podataka je dodatna težina za prenos.

## Spoljašnje veze
- Caktus Group
- Kako SMS funkcioniše
- 3GPP